# Sergueï Prokoudine-Gorski
Pour les articles homonymes, voir Gorski.
Sergueï Mikhaïlovitch Prokoudine-Gorski  (en russe : Сергей Михайлович Прокудин-Горский), né le 30 août 1863 à Founikova Gora (gouvernement de Vladimir, Empire russe) et mort le 27 septembre 1944 à Paris (France), est connu pour sa carrière de chimiste puis de photographe à la photographie couleur. Il a laissé un témoignage unique sur la Russie du début du XXe siècle.

## Biographie
Sergueï Prokoudine-Gorski est né le 30 août 1863 à Founikova Gora. Selon les dires de sa famille, il aurait étudié au lycée impérial Alexandre de Saint-Pétersbourg, toutefois aucun document ne vient le prouver. Il termine l'Institut technologique de Saint-Pétersbourg, où il suit les cours de Dmitri Mendeleïev. Il poursuit ensuite ses études de chimie à Berlin et à Paris. Il collabore avec de célèbres chimistes et inventeurs dont l'Allemand Adolf Miethe. Ensemble, ils travaillent à l'élaboration de méthodes de photographies en couleur.
De retour en Russie dans les années 1890, il se marie vers 1895 avec Anna Alexandrovna Lavrova (1870—1937), fille du célèbre industriel russe A. S. Lavrov. Prokoudine-Gorski devient directeur de l'entreprise métallurgique de son beau-père. En 1898, il est nommé membre de l'Institut technique impérial russe (ITRS) en reconnaissance de ses travaux sur la photographie.

## Son invention
Ses premières recherches visaient à produire des films positifs couleur pour images fixes (diapositives) et le cinéma. Il mit au point un appareil permettant d'impressionner successivement 3 plaques monochromes à travers trois filtres. En projetant simultanément ces trois images rouge, verte et bleue avec des sources de lumière judicieusement filtrées on reconstituait les couleurs originales par synthèse additive.

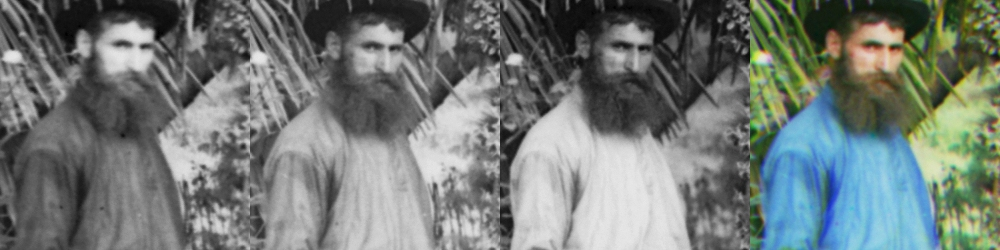
Extrait de Alleia Hamerops : les trois images élémentaires et la résultante couleur

À partir de 1902, il mène une série d'expériences sur la photographie couleur avec des chambres trichromes. En 1905, il organise la projection d'une série de 70 plaques devant une assemblée de photographes et de scientifiques qui obtient un grand succès du fait de la fidélité des couleurs obtenues. La même année, il réalise une démonstration similaire à Moscou.
En 1906, il obtient des récompenses aussi bien de l'Exposition universelle d'Anvers que du club de photographie de Nice. Il devient éditeur de Fotograf-lioubitel (Фотограф-любитель, « Le Photographe amateur »), la plus importante revue de photographie russe, fondée en 1890, à laquelle il donne une orientation plus scientifique en publiant une série d'articles sur la photographie couleur.
Il ne savait toutefois pas en faire des tirages sur papier, seulement des reproductions par un procédé d'imprimerie (lithographie) de faible qualité quant au rendu des couleurs du fait de la transformation nécessaire de l'image additive en soustractive. Malgré l'intervalle de temps réduit entre les 3 photos (une seconde semble-t-il), les sujets en mouvement donnaient des images floues.

## Son œuvre

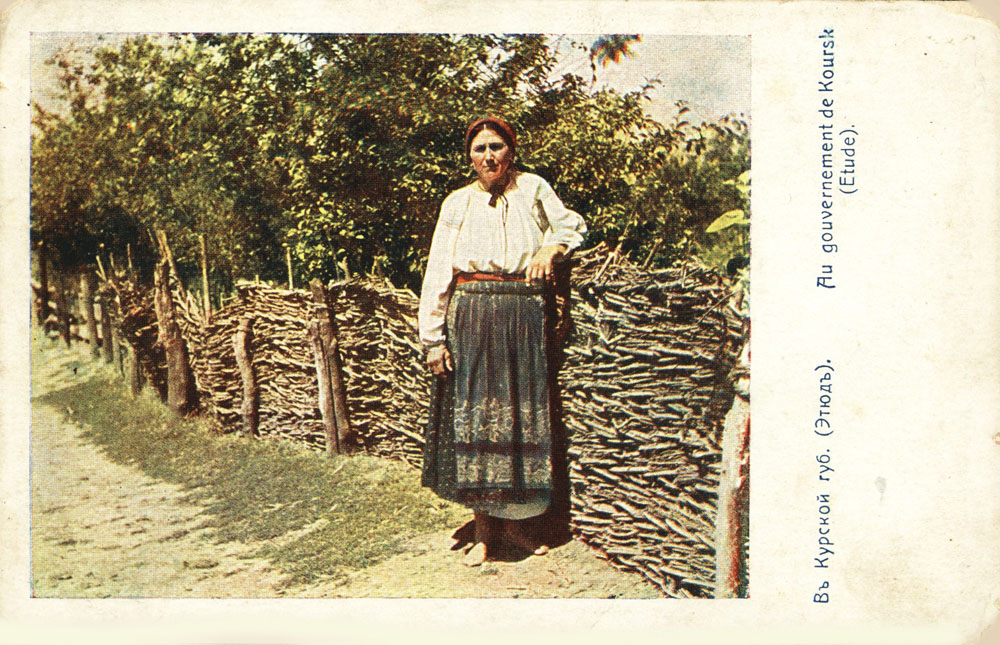
« Au gouvernement de Koursk (étude) », entre 1905 et 1915.

Vers 1905 Prokoudine-Gorski imagina et décrivit le projet d'utiliser cet appareil pour une documentation systématique de l'Empire russe sous forme de photographies couleur, dans le but d'éduquer les écoliers russes. 
Le 30 mai 1908, à l'occasion d’une session de l'IRTS, le grand-duc Michel de Russie a l'occasion d'admirer les travaux de Prokoudine-Gorski et l'invite à une présentation privée dans son palais. Si bien que le 3 mai 1909 se tint une projection privée pour la famille impériale.
Grâce à un choix judicieux de photos, il convainc l'empereur de Russie de lui fournir les autorisations et moyens de transport nécessaires à son projet.
Il dispose alors d’un wagon spécial ainsi que d'un bateau à vapeur, d'un bateau à fond plat pour naviguer le long des canaux et d'un véhicule à moteur adapté aux terrains accidentés. Il réalise un reportage documentaire sur l'Empire russe entre 1909 et 1912 dont il assurera lui-même de nombreuses présentations.
Son œuvre dessine un portrait de l’Empire russe juste avant le bouleversement de la Première Guerre mondiale et de la Révolution d'octobre au moment où la Russie commence à s'industrialiser. Il immortalise les églises et monastères de l’ancienne Russie, l’émergence de la puissance de l'industrie naissante et la nostalgie des populations, notamment des régions de l'Oural, de la Volga et jusqu'au Turkestan et en Afghanistan.
Pendant deux ans, il propose ses services à titre commercial puis reprend son reportage en 1915 dans la région de Mourmansk.
Prokoudine-Gorski quitte la Russie en 1918, juste après la révolution de 1917, passe en Norvège, puis en Angleterre avant de s’installer en France. Il s'établit à Paris où il meurt en 1944. Il est enterré au cimetière russe de Sainte-Geneviève-des-Bois, près de Paris.
La Bibliothèque du Congrès (Library of Congress) des États-Unis achète la collection de plaques aux héritiers de Prokoudine-Gorski en 1948. Elles feront l'objet d'une grande exposition en 2001. En 2004, la Bibliothèque du Congrès fait numériser les 1 902 photos en sa possession.

## Galerie

### France

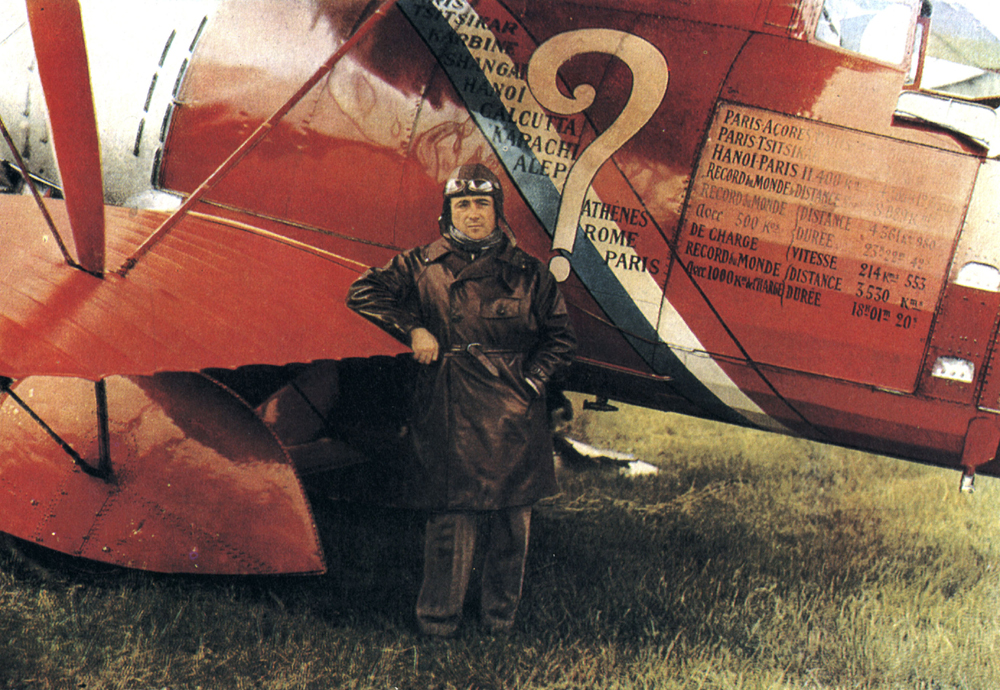
Dieudonné Costes (1930)
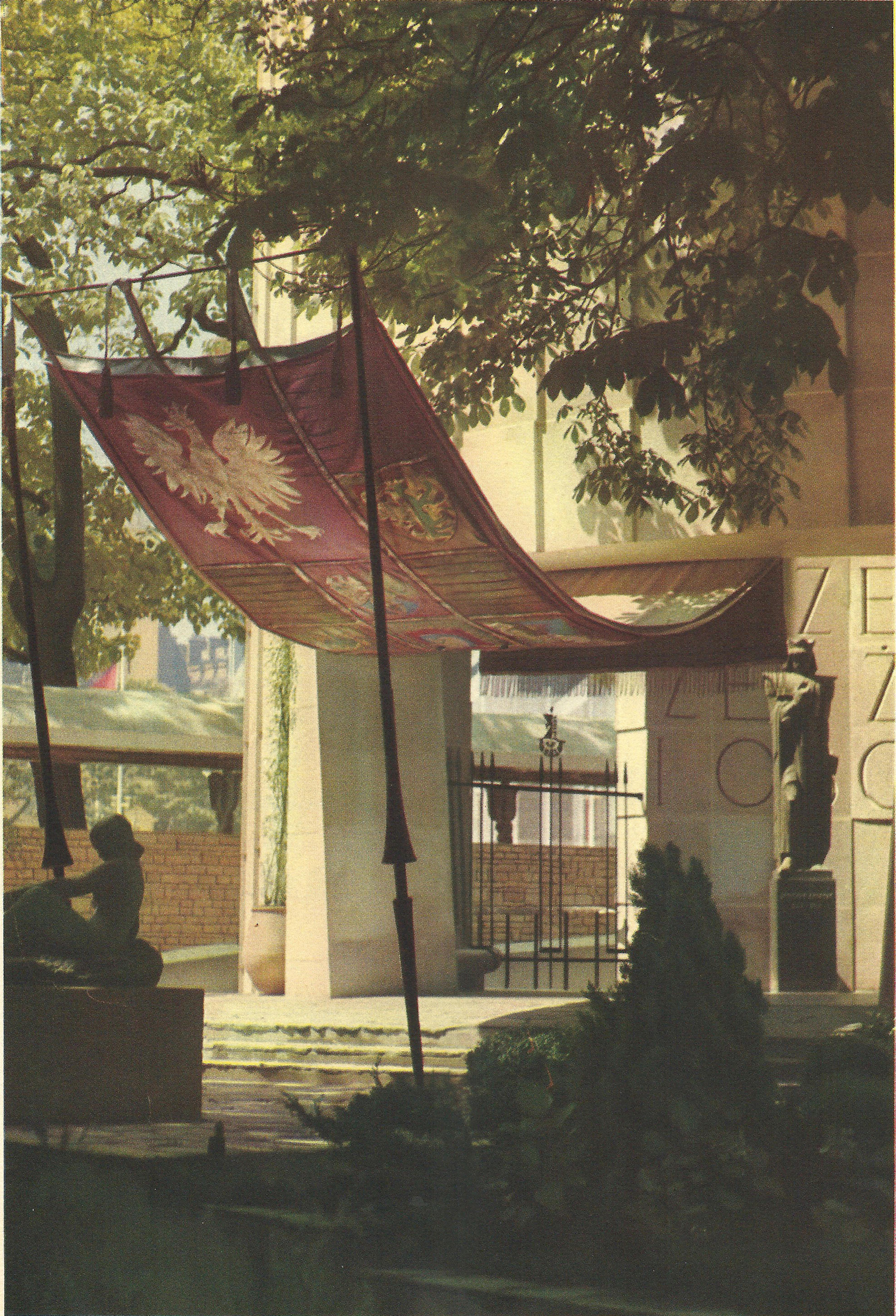
Pavillon de la République polonaise à Paris (1937)

### Russie

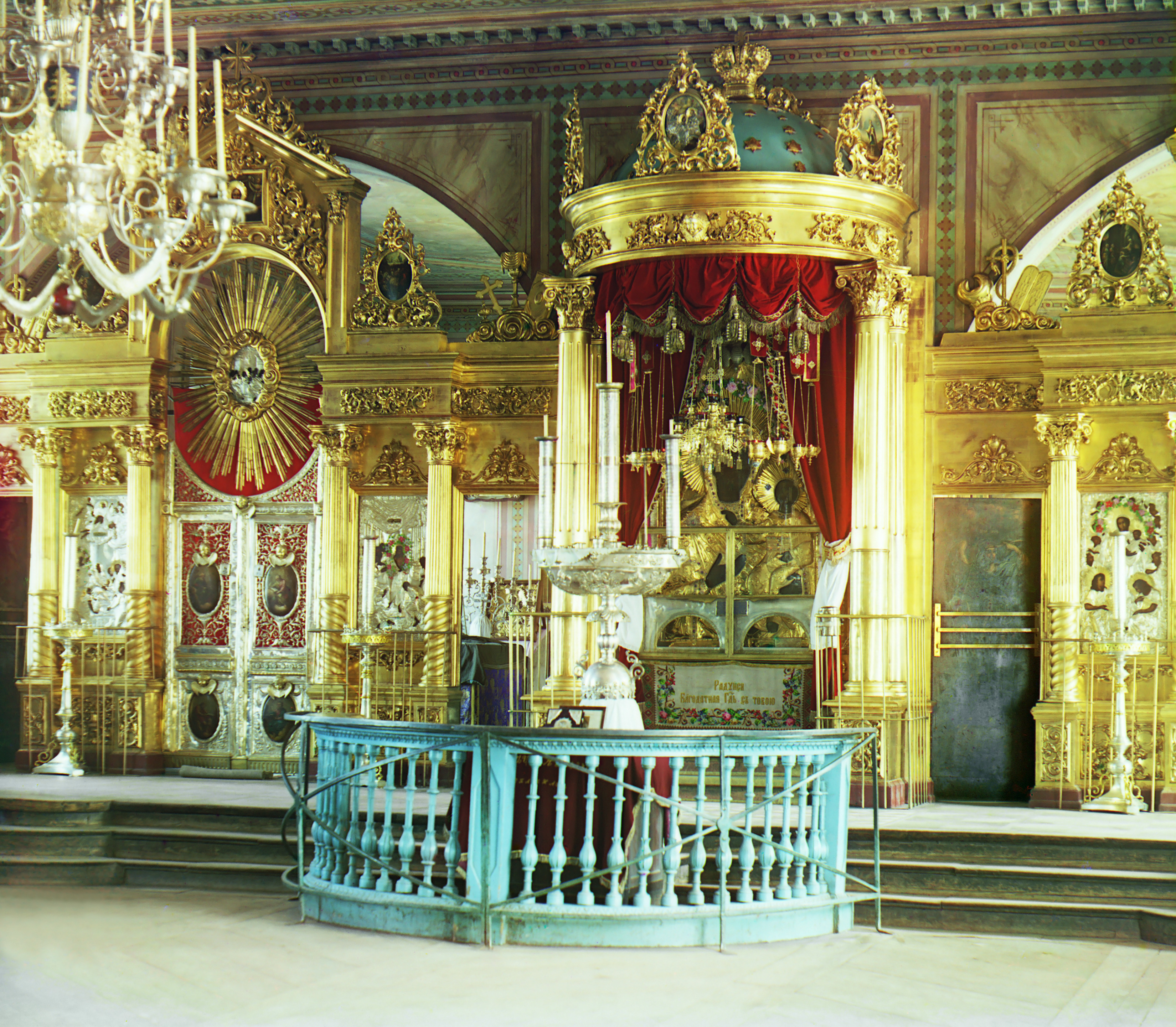
Intérieur de la Cathédrale de l'Assomption de Smolensk
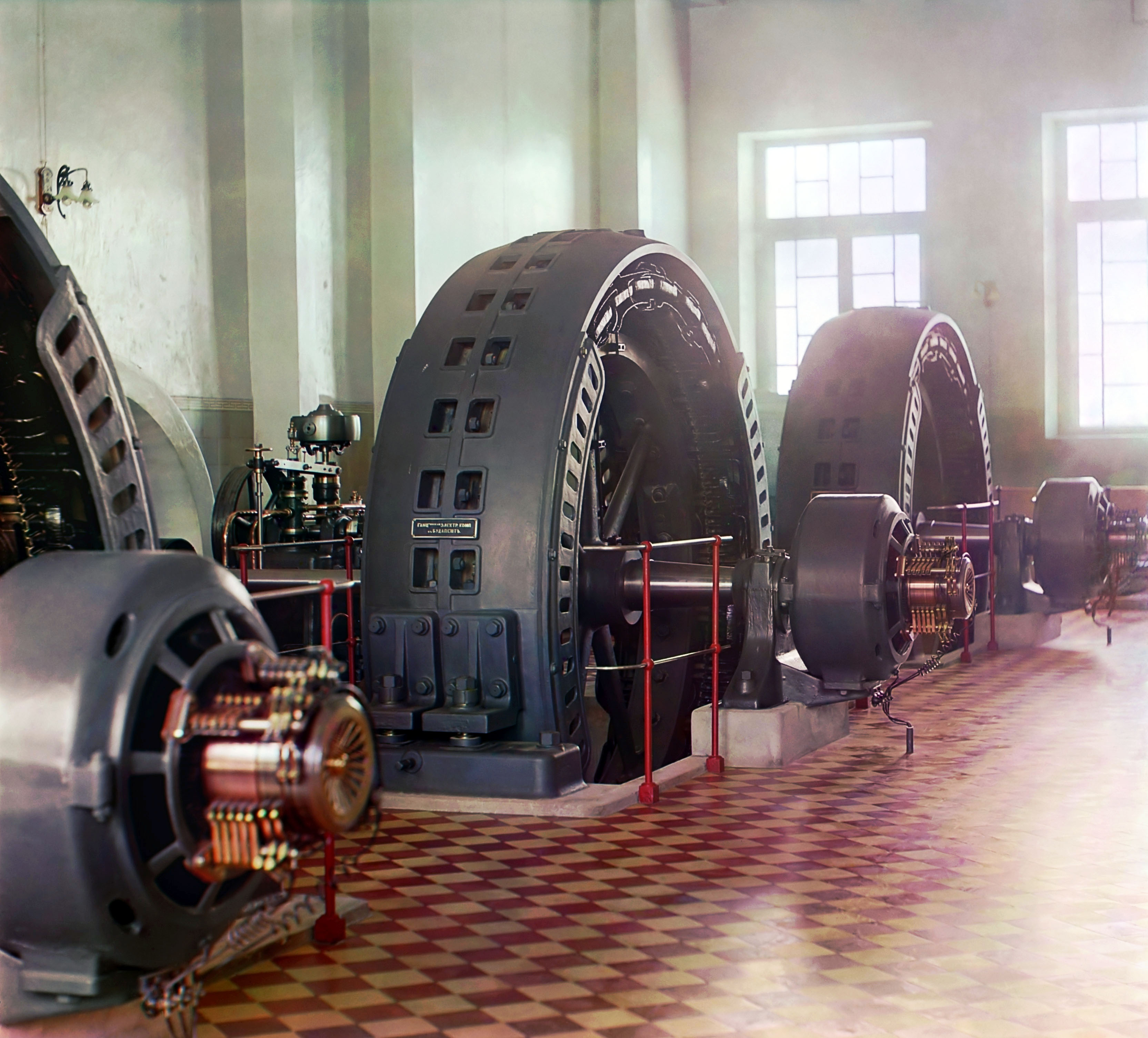
Intérieur d'une usine avec des générateurs électriques (usine sur la rivière Mourgab) au Turkestan russe
Jeunes paysannes russes d'une zone rurale près de la rivière Cheksna
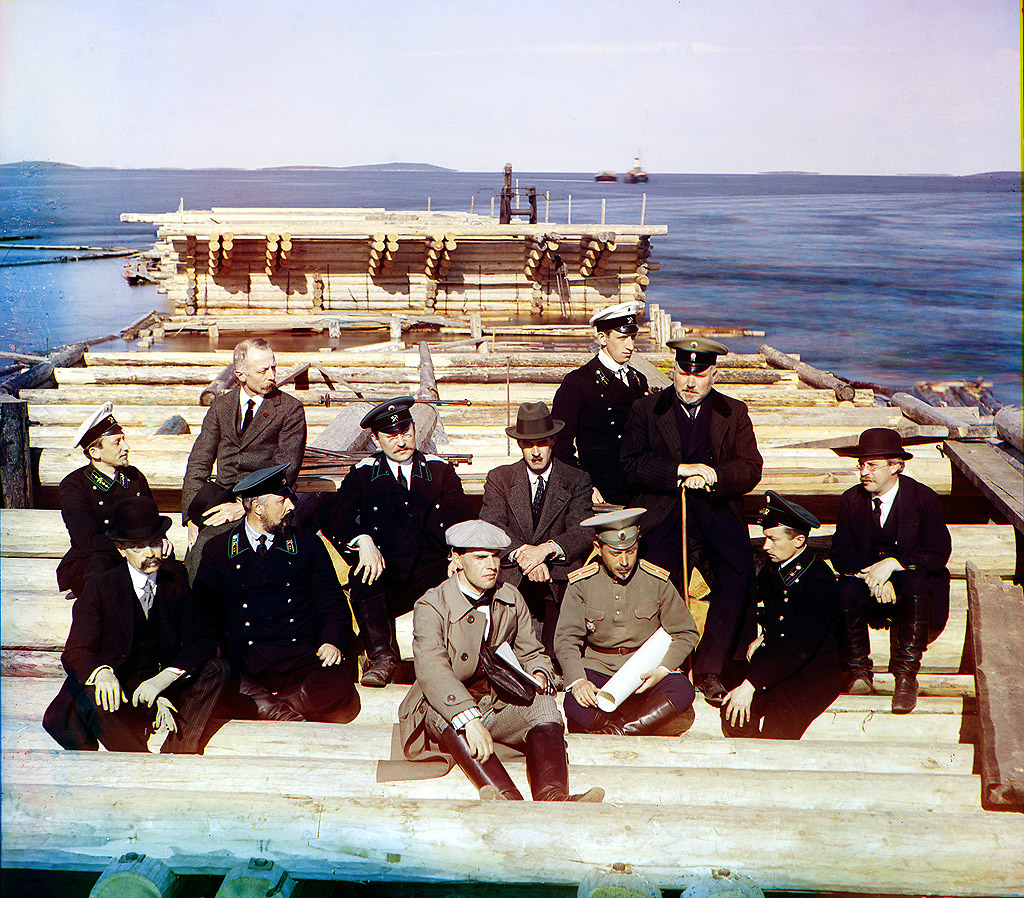
Membres d'un groupe chargé de la construction d'une voie ferrée menant à Mourmansk. Carélie, 1915.
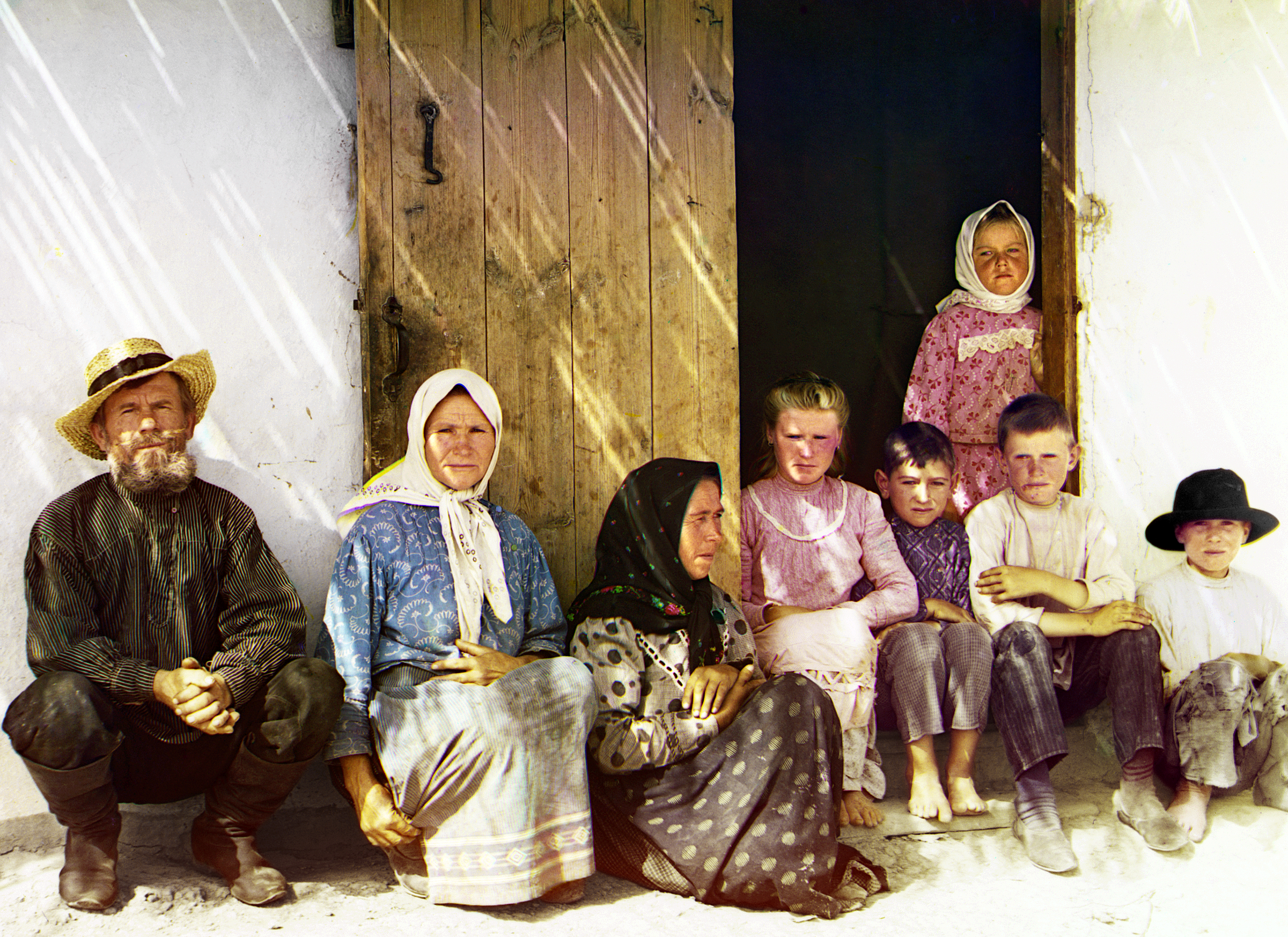
Colons russes en Azerbaïdjan, probablement des Moloques.

### Turkestan russe

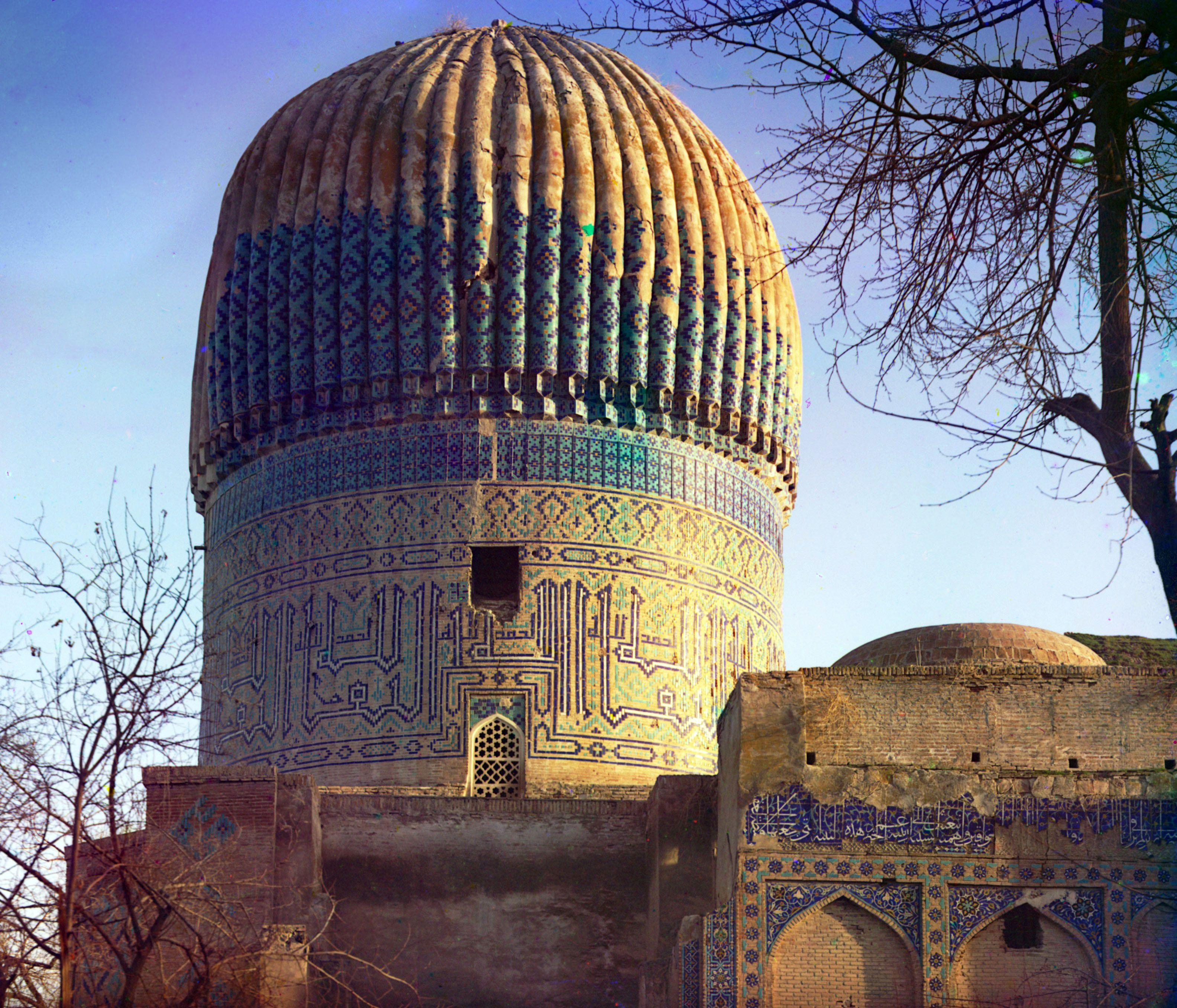
Tombeau de Tamerlan à Samarcande, oblast de Samarcande (entre 1905 et 1915)
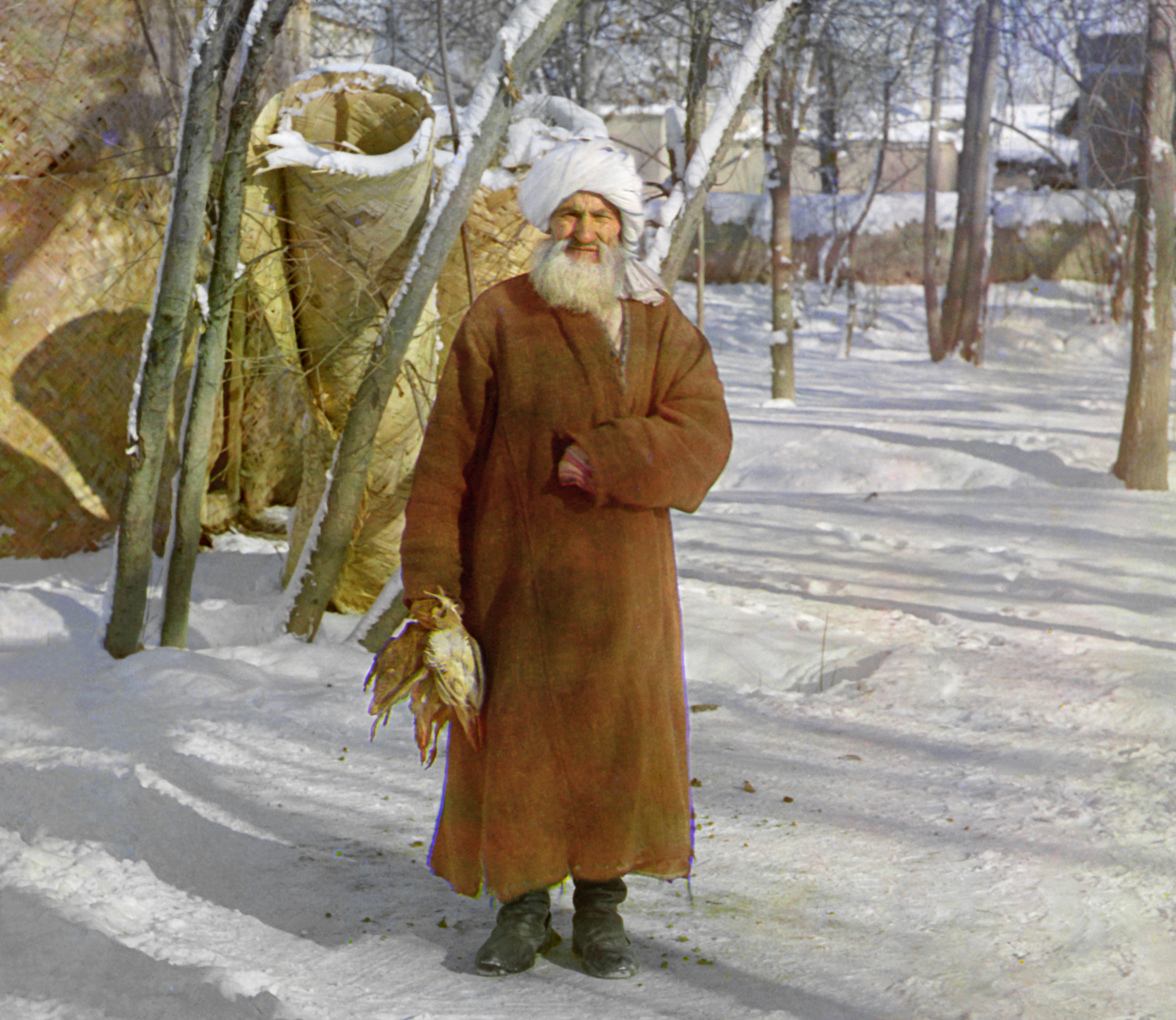
Vieil homme (sans doute un Tadjik) près de Samarcande, en janvier 1907
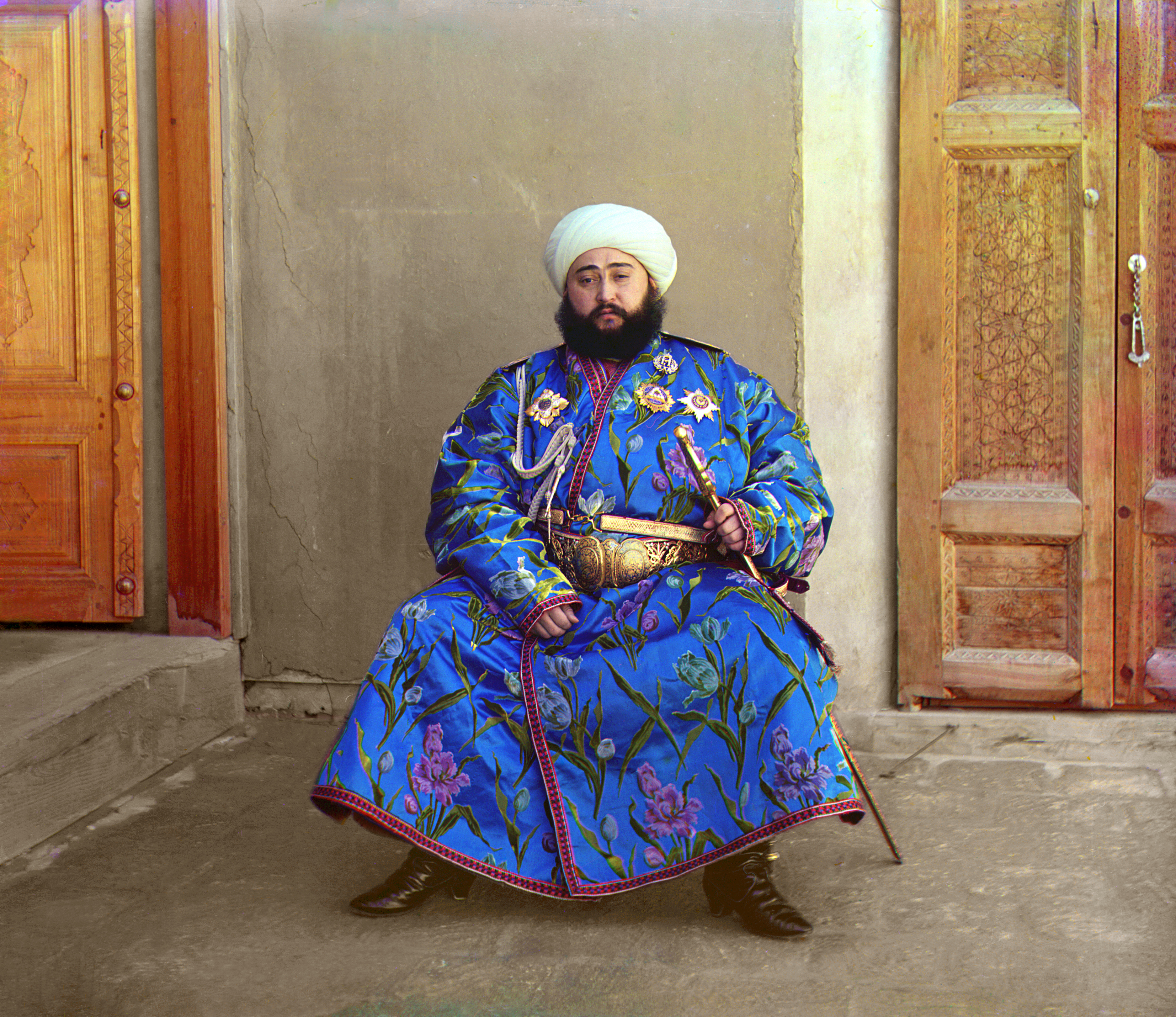
Alim Khan (1880-1944), émir de Boukhara
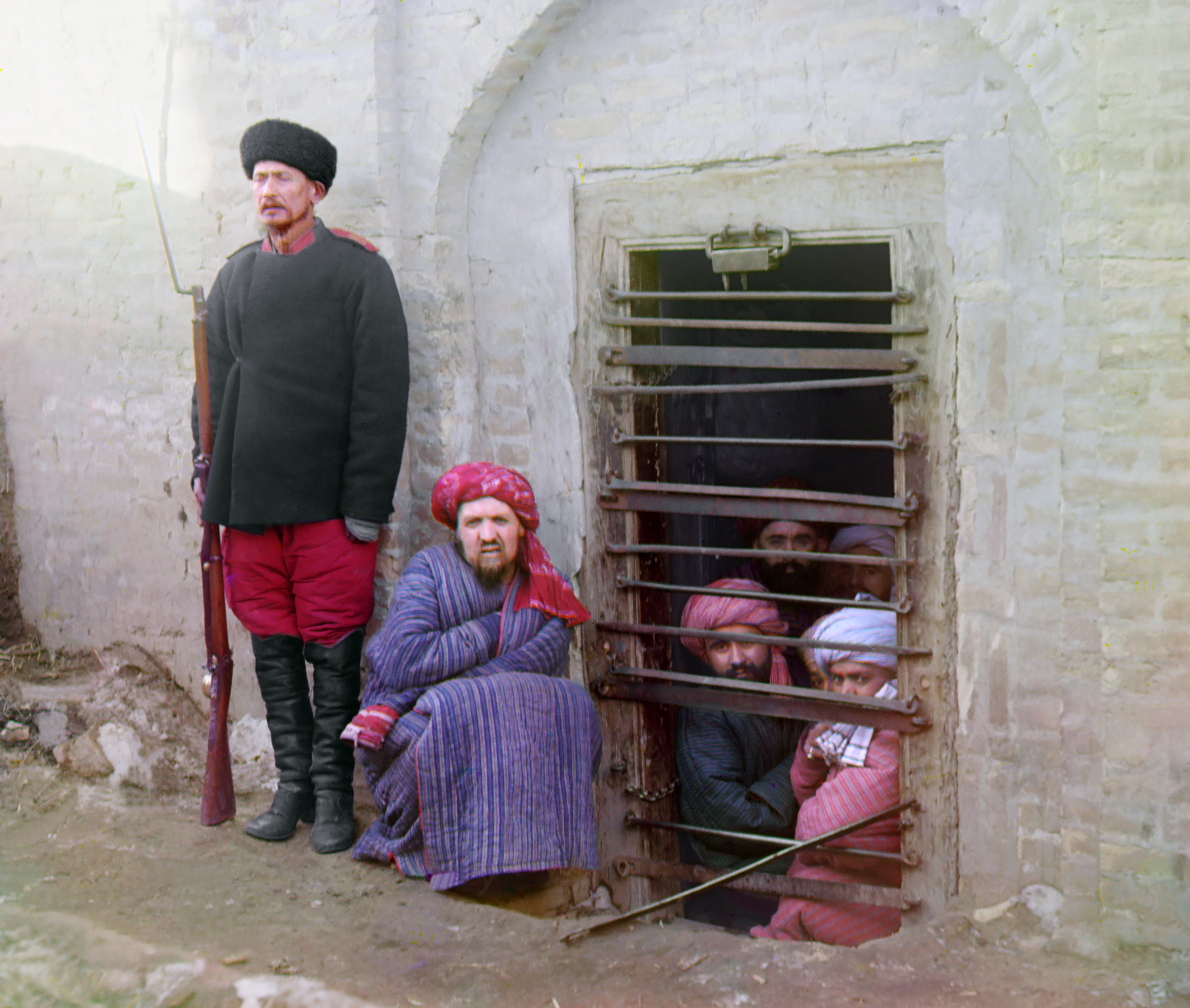
Vue d'un zindan (prison souterraine en persan) et ses prisonniers (peut-être le sinistre zindan de Boukhara), entre 1905 et 1915
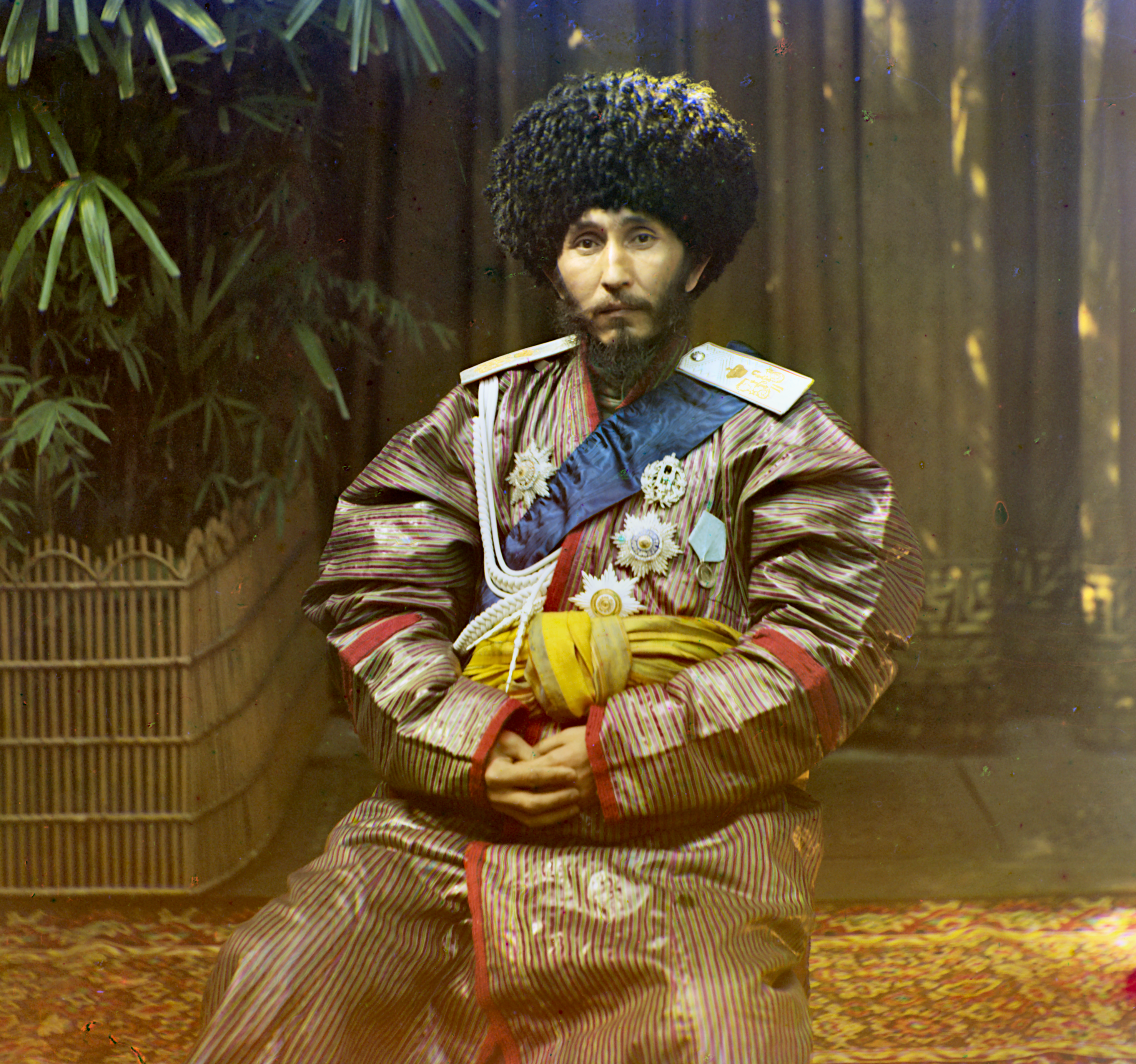
Asfandiyar, dernier souverain du khanat de Khiva, vers 1911
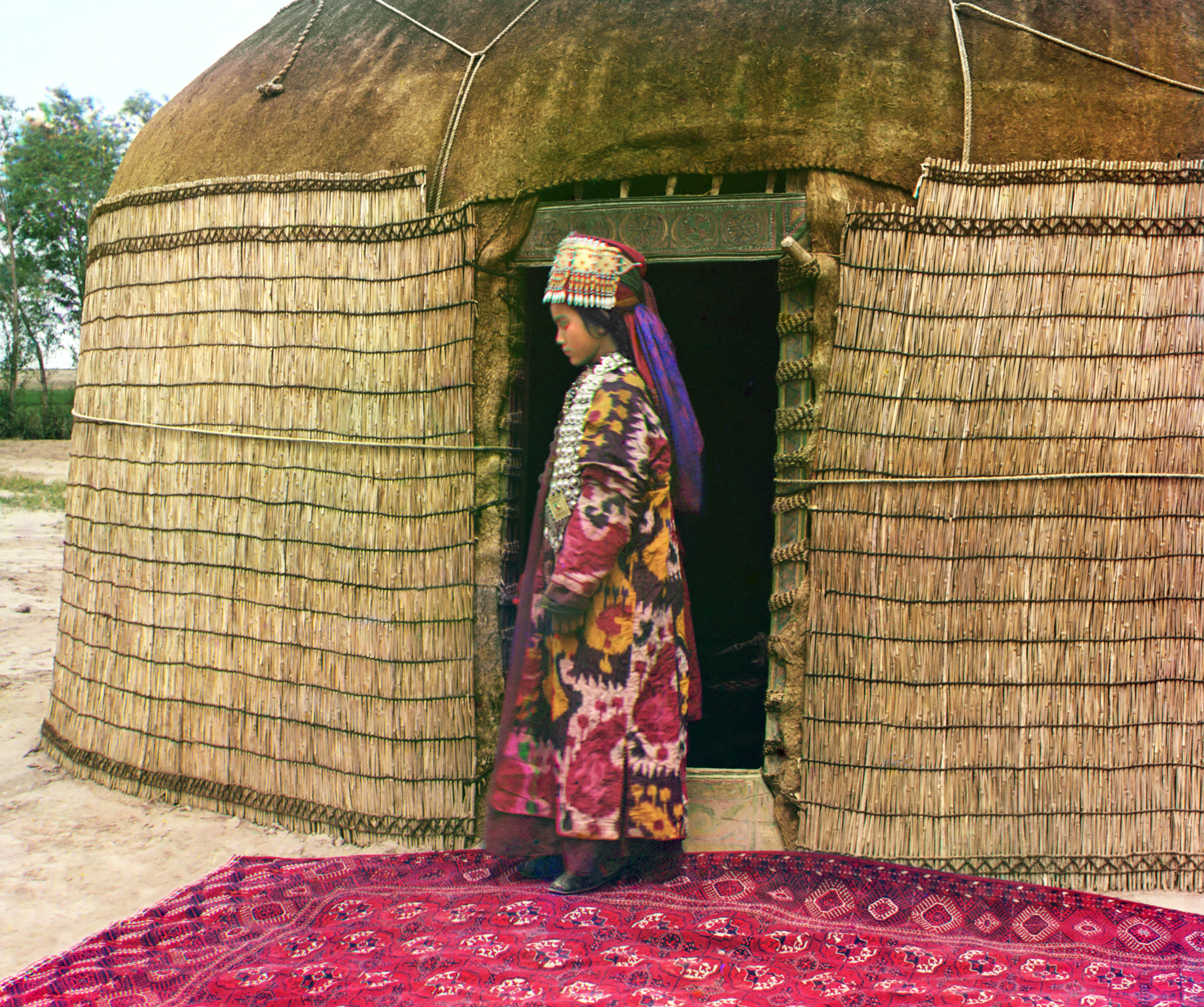
Portrait d'une femme turkmène devant une yourte, en 1911
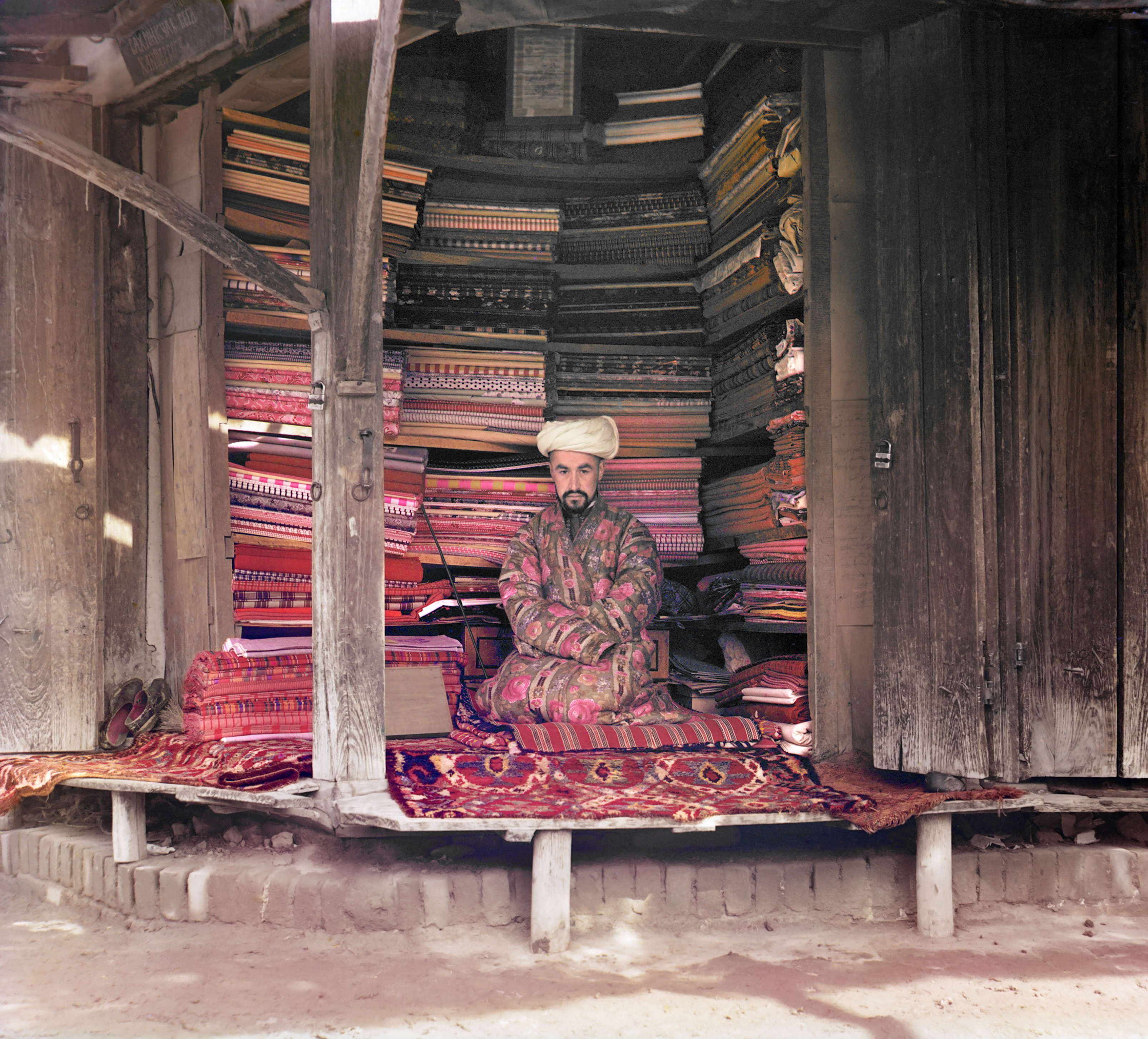
Marchand de tissus à Samarcande, entre 1905 et 1915
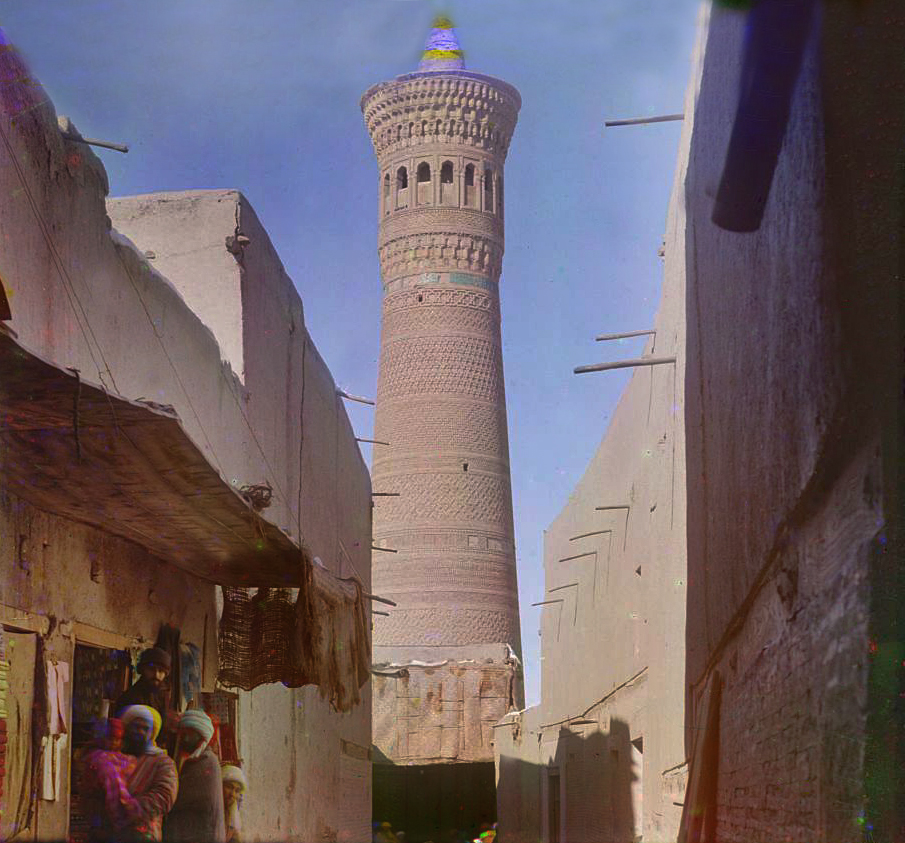
Scène de rue à Boukhara, avec le Qalian en arrière-plan, entre 1905 et 1915
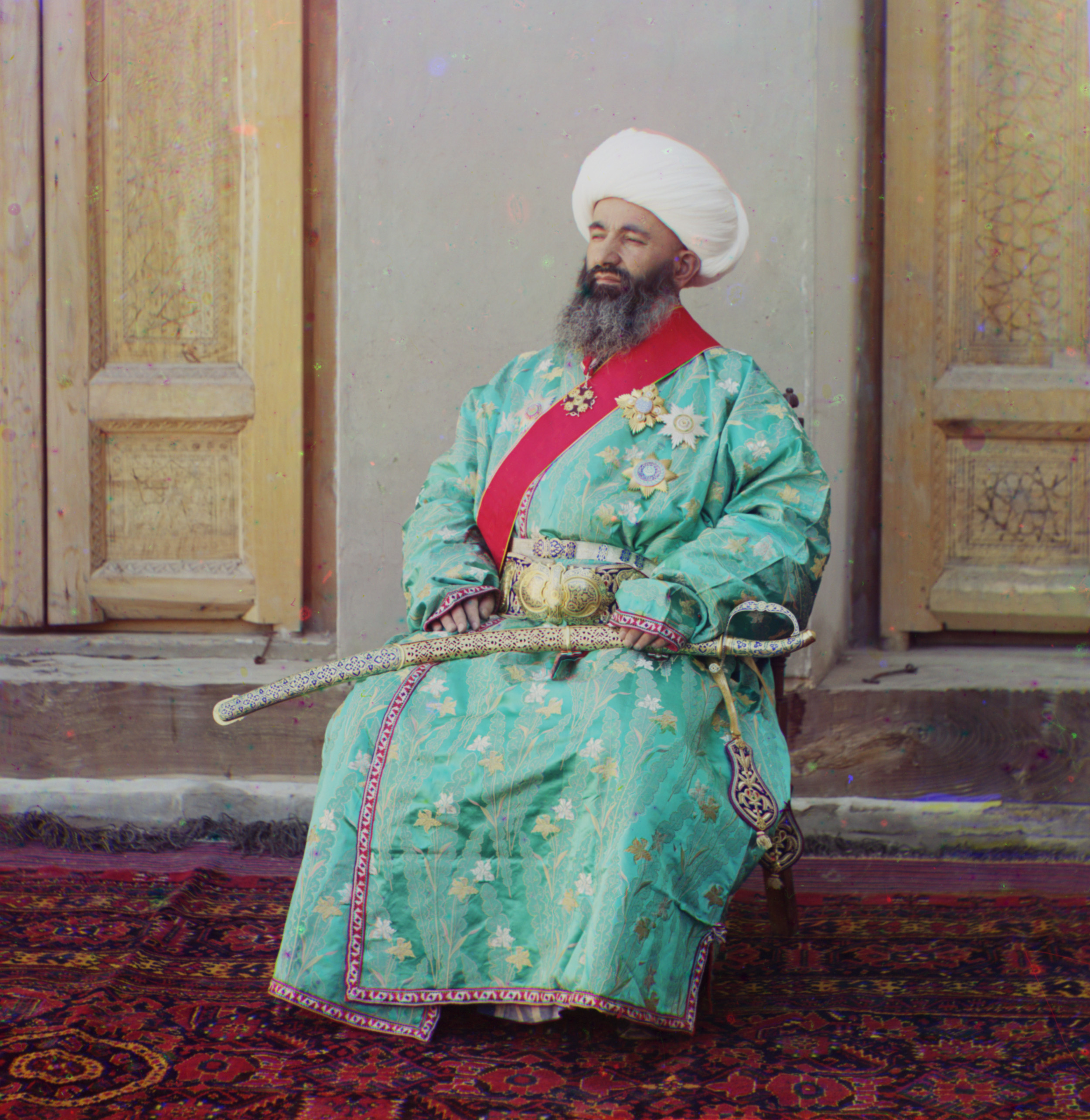
Koush-Beggi, ministre de l'intérieur, Boukhara, entre 1905 et 1915

### Liens externes

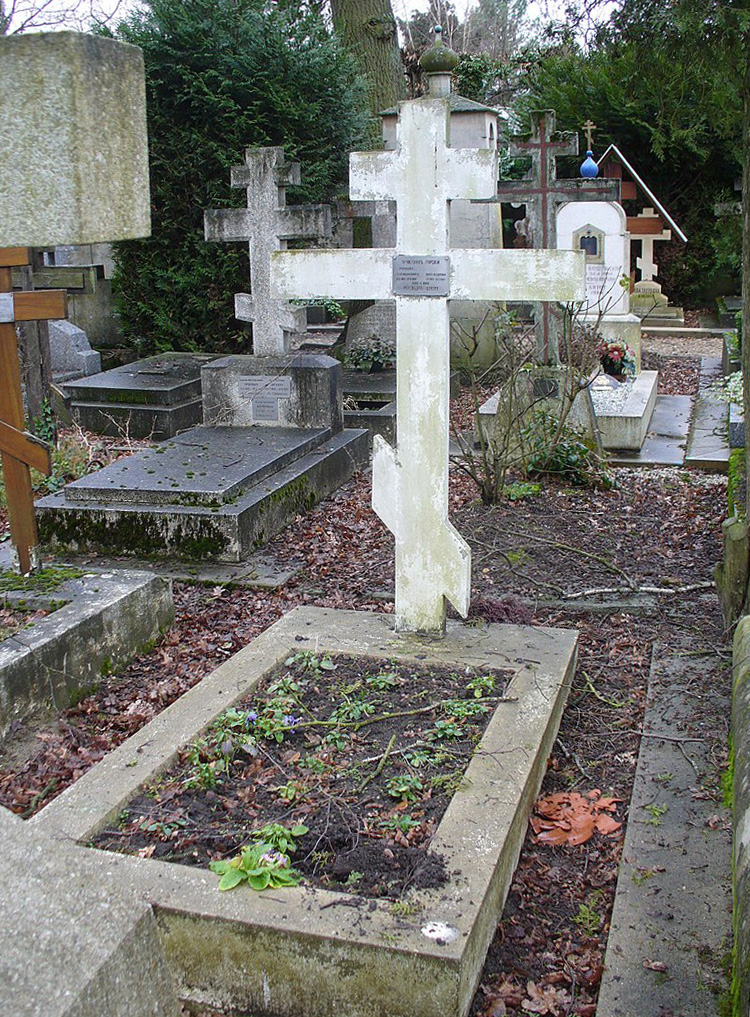
Tombe de Prokoudine-Gorski et de sa femme au cimetière orthodoxe de Sainte-Geneviève-des-Bois.